# Paradise Lost 3: Purgatory
Série
Paradise Lost 2: Revelations
(2000)
Pour plus de détails, voir Fiche technique et Distribution.
Paradise Lost 3: Purgatory est un film documentaire américain produit et réalisé par Joe Berlinger et Bruce Sinofsky et diffusé le 12 janvier 2012. 

## Synopsis
Dix-neuf ans après avoir été incarcérés pour le meurtre de trois enfants de 8 ans à West Memphis, trois adolescents voient les charges contre eux s'étioler...

## Fiche technique
- Titre original : Paradise Lost 3: Purgatory
- Titre français :
- Réalisation : Joe Berlinger et Bruce Sinofsky
- Scénario :
- Direction artistique :
- Décors :
- Costumes :
- Photographie : Robert Richman
- Son :
- Montage : Alyse Ardell Spiegel
- Musique : Wendy Blackstone
- Production : Joe Berlinger, Jonathan Silberberg et Bruce Sinofsky
- Société(s) de production :
- Société(s) de distribution :  HBO
- Budget :
- Pays d’origine :  États-Unis
- Langue : Anglais
- Format : Couleur - HDCAM
- Genre : Film documentaire
- Durée : 121 minutes
- Dates de sortie :
- Canada : 11 septembre 2011 (Festival international du film de Toronto)

## Distribution
Dans leurs propres rôles : 
- Damien Echols
- Jessie Misskelley Jr
- Charles Baldwin

## Distinctions

### Nominations
- 1 nomination

## Réception critique
Paradise Lost 3 : Purgatory reçoit des critiques unanimement positives. L'agrégateur Rotten Tomatoes rapporte que 100 % des huit critiques ont donné un avis positif sur le film, avec une moyenne passable de 7,4/10 . L'agrégateur Metacritic donne une note de 85 sur 100 indiquant des « critiques positives » .

## Autour du film